# Mbabane Swallows Football Club
El Mbabane Swallows es un equipo de fútbol de Suazilandia que juega en la Primera División de Suazilandia, la liga de fútbol más importante del país.

## Historia
Fue fundado en el año 1948 en la capital Mbabane y ha conseguido ser campeón de liga en 7 ocasiones y varios campeonatos de copa local.
A nivel internacional ha participado en 10 torneos continentales, donde su mejor participación ha sido en la Liga de Campeones de la CAF 2018 en la que llegó hasta la fase de grupos.

## Palmarés
- Primera División de Suazilandia: 8

1993, 2005, 2009, 2012, 2013, 2017, 2018, 2024.
- Copa de Suazilandia: 4

1986, 2006, 2013, 2016.
- Copa Charity de Suazilandia: 6

1993, 1999, 2004, 2016, 2017, 2018.
- Copa Trade Fair de Suazilandia: 6

1997, 1999, 2007, 2016, 2017, 2018.
- Castle Premier Challenge: 3

2013, 2015, 2016
- Copa Ingwenyama: 1

2017

## Participación en competiciones de la CAF
| Temporada | Torneo                            | Ronda          | Club                 | Casa  | Visita | Global      |
| --------- | --------------------------------- | -------------- | -------------------- | ----- | ------ | ----------- |
| 1987      | Recopa Africana                   | Preliminar     | LDF                  | 1-1   | 1-1    | 2-2 (3-5 p) |
| 1994      | Copa Africana de Clubes Campeones | Preliminar     | JS Saint-Pierroise   | 2-2   | 0-4    | 2-6         |
| 1995      | Copa CAF                          | 1              | Malindi FC           | 0-2   | 0-1    | 0-3         |
| 1998      | Liga de Campeones de la CAF       | 1              | LDF                  | 0-2   | 1-4    | 1-6         |
| 2006      | Liga de Campeones de la CAF       | Preliminar     | Orlando Pirates      | 2-2   | 0-5    | 2-7         |
| 2010      | Liga de Campeones de la CAF       | Preliminar     | Supersport United    | 2-2   | 1-3    | 3-5         |
| 2013      | Liga de Campeones de la CAF       | Preliminar     | Zanaco FC            | 0-0   | 2-3    | 2-3         |
| 2014      | Liga de Campeones de la CAF       | Preliminar     | Nkana FC             | 2-0   | 2-5    | 4-5         |
| 2015      | Liga de Campeones de la CAF       | Preliminar     | ZESCO United         | 1-1   | 0-1    | 1-2         |
| 2016      | Liga de Campeones de la CAF       | Preliminar     | APR FC               | 1-0   | 1-4    | 2-4         |
| 2017      | Copa Confederación de la CAF      | Preliminar     | Orapa United FC      | 3-2   | 1-0    | 4-2         |
| 2017      | Copa Confederación de la CAF      | 1              | Azam FC              | 3-0   | 0-1    | 3-1         |
| 2017      | Copa Confederación de la CAF      | Playoff        | AC Léopards          | 4-2   | 0-1    | 4-3         |
| 2017      | Copa Confederación de la CAF      | Fase de grupos | CS Sfaxien           | 1-3   | 0-1    | 3º Lugar    |
| 2017      | Copa Confederación de la CAF      | Fase de grupos | MC Alger             | 0-0   | 1-2    | 3º Lugar    |
| 2017      | Copa Confederación de la CAF      | Fase de grupos | Platinum Stars FC    | 4-2   | 2-2    | 3º Lugar    |
| 2018      | Liga de Campeones de la CAF       | Preliminar     | Bantu FC             | 2-4   | 3-1    | 5-5 (a)     |
| 2018      | Liga de Campeones de la CAF       | 1              | Zanaco FC            | 1-0   | 2-1    | 3-1         |
| 2018      | Liga de Campeones de la CAF       | Fase de grupos | Étoile du Sahel      | 0-3   | 0-2    | 4º Lugar    |
| 2018      | Liga de Campeones de la CAF       | Fase de grupos | 1º de Agosto         | 1-0   | 1-2    | 4º Lugar    |
| 2018      | Liga de Campeones de la CAF       | Fase de grupos | ZESCO United         | 0-3   | 1-1    | 4º Lugar    |
| 2018/19   | Liga de Campeones de la CAF       | Preliminar     | Simba SC             | 0-4   | 1-4    | 1-8         |
| 2020/21   | Copa Confederación de la CAF      | Preliminar     | GD Sagrada Esperança | w.o.1 | w.o.1  | w.o.1       |
| 2024/25   | Liga de Campeones de la CAF       | 1              | Ferroviário da Beira | 1-0   | 0-0    | 1-0         |
| 2024/25   | Liga de Campeones de la CAF       | 2              | Mamelodi Sundowns    | 0-4   | 0-4    | 0-8         |

1- Mbabane Swallows fue eliminado por no ser inscrito a tiempo por la Asociación de Fútbol de Suazilandia.

## Jugadores

### Jugadores destacados
- Sipho Gumbi
- Manqoba Kunene
- Mzwandile Mamba
- Lwazi Maziya